# 白梢冠蕉鵑
白梢冠蕉鵑（學名：Tauraco corythaix）又称尼斯那蕉鹃，是屬於蕉鵑科的一種雀鳥，冠蕉鵑的一種。非候鳥，分佈於南非，在當地相當常見，未見有數量下降的威脅。

## 分佈
莫桑比克、南非和斯威士蘭低於海拔1800米的地區。

## 形態
體長約45厘米。有十分顯著的綠色冠羽，全身的羽色很豔麗，具有金屬光澤，色澤來自羽毛的結構色，是所有現存鳥類該屬獨有特徵。

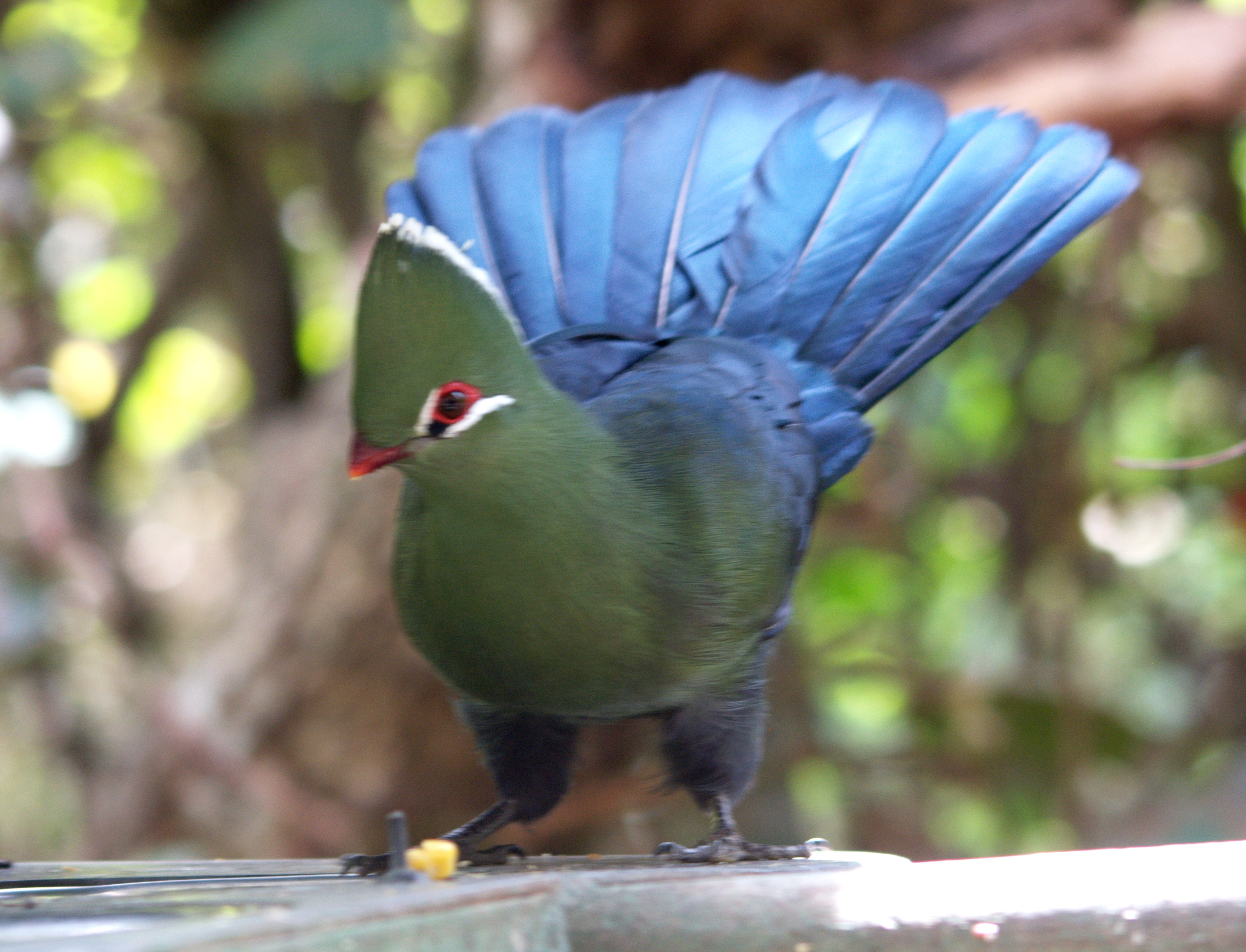
成鳥形態

## 習性
常年生活於樹上，會在樹上爬上爬下，動作有趣，並甚少到地面活動。以植物的果實為食，如香蕉和無花果，又會吃種子。成鳥在多刺的樹上或樹洞中築巢，每次產卵2-3枚，由雌雄鳥共同承擔孵鳥工作。孵化期18天。3.3年一代。

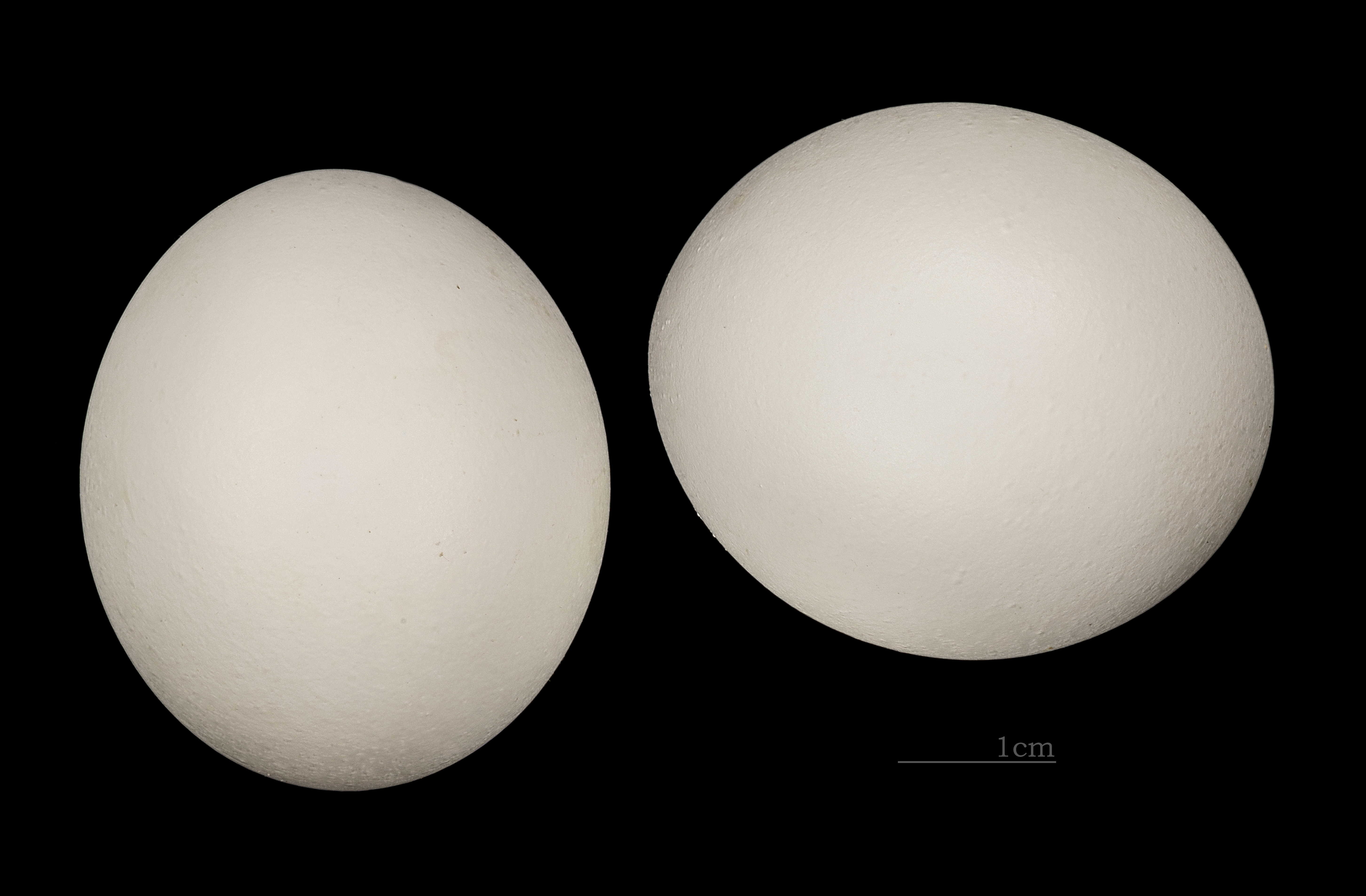
蛋的形態

## 腳註
1. ↑  BirdLife International. 2016. Tauraco corythaix. The IUCN Red List of Threatened Species 2016: e.T22688335A93193259. http://dx.doi.org/10.2305/IUCN.UK.2016-3.RLTS.T22688335A93193259.en. （英文）
2. ↑  del Hoyo, J., Elliott, A., Sargatal, J. 1997. Handbook of the Birds of the World, vol. 4: Sandgrouse to Cuckoos. Lynx Edicions, Barcelona, Spain.